# امپراتور گو-کومیو
امپراتور گو-کومیو (به ژاپنی: 後光明天皇 Emperor Go-Kōmyō)؛ زاده ۲۰ آوریل ۱۶۳۳ درگذشته ۱۶۵۴) صد و دهمین امپراتور ژاپن بود.